# River West Allen
Der River West Allen ist der 16,7 km lange linke Quellfluss des River Allen in Northumberland im Norden von England. 

## Flusslauf
Der River West Allen verläuft in den nördlichen Pennines. Er entsteht nördlich von Coalcleugh aus dem Zusammenfluss von Coal Cleugh und Alston Cleugh. Er fließt in nördliche Richtung und bildet bei seinem Zusammenfluss mit dem River East Allen den River Allen.